# NGC 6084
NGC 6084 ist eine 14,1 mag helle Spiralgalaxie vom Hubble-Typ Sab im Sternbild Herkules am Nordsternhimmel, die schätzungsweise 410 Millionen Lichtjahre von der Milchstraße entfernt ist.
Das Objekt wurde am 6. Juni 1886 von Lewis A. Swift entdeckt.